# 石山圭
石山 圭（いしやま けい、1985年10月4日 - ）は、スペイシャルハーブデザイナー (Spatial Herb Designer) として活動しているイタリアンシェフ。
ハーブにハーブの可能性に魅せられ、料理人ならではの視点でハーブの知見を深め、「ハーブを広め、日常的に生活に取り入れてもらうこと」を自らの使命とし、200種類に及ぶハーブを自在に操る。さまざまな講座やセミナー、大手企業とのタイアップ講演や執筆、アドバイザリー業で講師を務める。ハーブと人、空間のあり方のデザインにも取り組んでいる。また、2016年6月にオーナーシェフとして恵比寿にハーブサロン&イタリアンレストラン「HERBA MONDO」をオープンしている。

## 活動内容

### テレビ
- テレビ朝日「お願い!ランキング美食アカデミー」
- BSフジ「水前寺清子情報館」
- NHK「昼まえほっと」

### ラジオ
- J-WAVE「7-ELEVEN GOURMET-3」

### 講演
- 集英社「OurAge」
- Salon de Rhodes（イタリア料理＋ハーブセミナー）
- 西東京調理師専門学校
- 新宿伊勢丹
- 日本橋三越
- 東急百貨店’’ヒカリエ’’
- 国際パティシエ専門学校
- モスフードサービス　マザーリーフカフェ
- クリナップ　サロネーゼ
- 東京大神宮
- 伯方の塩
- バンタンデザインスクール
- ニールズヤードレメディー表参道・大阪

### 雑誌・web
- Hanako
- Our Age
- 東京カレンダー
- Are You Happy?
- 女性自身
- セラピスト
- ELLE mariage
- VOGUE
- SENSE
- KURASHI
- ハーブな生活

### 監修
- 「育てて、食べて、心と体に効くハーブ楽しみ方のポイント60」（窪田理恵子著者）
- チェンバーメデイア主宰’’育みコン’’
- Herb Cafe Key　店舗プロデュース
- 小林製薬　商品開発インタビュー
- モスフードサービス　マザーリーフカフェ
- プロテニスプレーヤー伊達公子　オリジナルブレンドハーブティー
- リョーズファーム　パッションフラワー　オリジナルブレンドハーブティー
- ゴールドコースト観光局×電通isobar AI (人工知能) + ハーブ  リゾートの香りの演出